# 通恩
通恩，汉军正白旗人，清朝政治人物。
乾隆三十九年六月，擔任清朝廣東省潮州府豐順縣知縣乾隆三十九年六月到任。后由龍廷泰接任。1791年接替冯鼎高任苏松道道员一职，1792年由李廷敬接任。